# Øloplukker
En øloplukker eller samfundshjælper er et redskab der bruges til at åbne øl- og sodavandsflasker med. Den kan have flere forskellige former, typisk et aflangt håndtag og en afrundet hoved. Dens størrelse er beskrevet af Dansk Standard i DS53 i 1967.

## Ølhøvl
En Ølhøvl er en øloplukker udformet som en høvl. Størrelsen er som regel omtrent 10 cm lang, og passer dermed til at bære i en bukselomme. Høvljernet er her slebet for at passe til udformningen af kapslen i stedet for som på en træhøvl at skære træ.
Ølhøvle har været lavet som reklameartikler fra bryggerier og træfirmaer.

## Eksterne links
- Da kapselåbneren blev til samfundshjælper, www.oplukker.dk, oprindeligt fra Dansk Standard

- Wikimedia Commons har flere filer relateret til Øloplukker